# KOSPI
KOSPI es el índice bursátil de Corea del Sur compuesto por todas las compañías negociadas en la Mercado de Valores de Corea  "Korea Stock Exchange". Es un índice basado de la capitalización de mercado introducido en 1983. KOSPI es el acrónimo de Korea Composite Stock Price Index  (Índice Compuesto de Valores Bursátiles)
El valor base de 100 fue fijado el 4 de enero de 1980.
|                      | KOSPI 200 |
| -------------------- | --------- |
| Bolsa:               | KRX       |
| Sector:              | Index     |
| Tamaño de garrapata: | 0.05      |
| BPV:                 | 500000    |
| Denominación:        | KRW       |

## Composición
En octubre de 2007 tenía más de 700 compañías cotizando.
Destacan: 
- Samsung Electronics
- POSCO
- Hyundai Heavy Industries
- Kookmin Bank
- Korea Electric Power
- Shinhan Financial Group
- SK Telecom
- Woori Finance Holdings
- LG Display
- Hyundai Motor